# Monte Sniktau
El monte Sniktau es una cumbre de alta montaña en la Cordillera Frontal de las Montañas Rocosas de América del Norte. Se encuentra en el Bosque Nacional Arapaho, a 2,5 km al noreste (rumbo 48°) de Loveland Pass, en el condado de Clear Creek, Colorado, Estados Unidos.

## Nombre
El nombre "Sniktau" se refiere al seudónimo de Edwin H. N. Patterson, un periodista de la zona del condado de Clear Creek durante la década de 1860. Patterson era amigo íntimo del famoso poeta Edgar Allan Poe, y se sabe que los dos hombres intercambiaron cartas en la década de 1840.
Patterson afirmó haber recibido el apodo "Sniktau" de los nativos americanos, aunque pudo haber sido simplemente adoptado de un colega periodista llamado W. F. Watkins, que habría invertido las letras de su propio nombre para crear el seudónimo "Sniktaw".  Patterson se había mudado a Colorado desde su nativa Oquawka, Illinois, en 1875 para convertirse en editor del Colorado Miner, un periódico impreso en Georgetown, aproximadamente a 15 millas de la montaña. Está enterrado en el cementerio de Alvarado, situado cerca de Georgetown.

## Ubicación y geografía
El Monte Sniktau se encuentra inmediatamente al este de la división continental en la cordillera frontal de las Montañas Rocosas. La cima se encuentra a menos de una milla al sur de la Interestatal 70 y al este del túnel Eisenhower. El más alto Grays Peak, Torreys Peak y el monte Parnassus se encuentran en un radio de 8 km del monte Sniktau, y la ciudad principal más cercana es Silver Plume. En coche, el monte Sniktau está aproximadamente a una hora al oeste de Denver.
La cuenca de drenaje inmediata de la montaña es el río Platte Sur. En última instancia, la escorrentía del monte alcanza el río Platte, el río Misuri, el río Misisipi y el Golfo de México.

## Senderismo

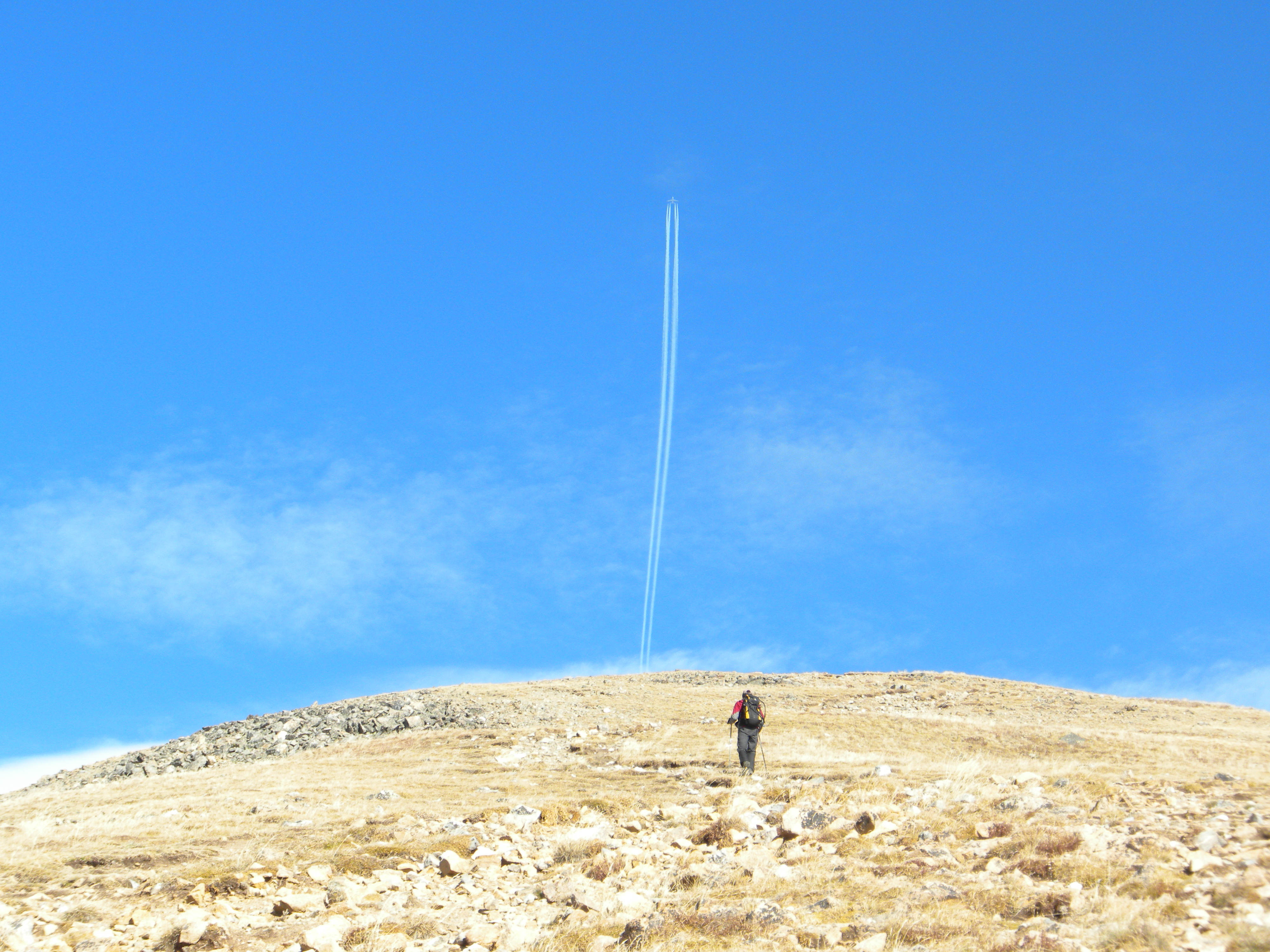
Un senderista subiendo el camino del Monte Sniktau, con el pico sur de la montaña visible en el centro

El sendero del monte Sniktau, que permite a los excursionistas llegar a la cima de la montaña a pie, es accesible inmediatamente desde un aparcamiento en Loveland Pass, en la autopista 6 de los Estados Unidos. El sendero comienza por encima de la línea de los árboles a unos 3.660 m (12.000 pies) y se eleva hasta los 4.034 m (13.234 pies) en la cima, pero para llegar a la cima no es necesario utilizar equipo adicional para escalar la montaña, como cuerdas. Los visitantes también pueden llegar a Grizzly Peak, una montaña cercana (no confundir con el Grizzly Peak más alto del condado de Chaffee), desde el mismo punto a lo largo de Loveland Pass.
El recorrido desde el comienzo del sendero en el Paso de Loveland hasta la cima mide alrededor de dos millas, pero presenta una ganancia de elevación de más de 300 m (1.000 pies) en la milla inicial del recorrido. Debido a su relativa buena accesibilidad en automóvil desde centros de población como Denver, Boulder y Breckenridge, la montaña es un destino popular para los excursionistas.

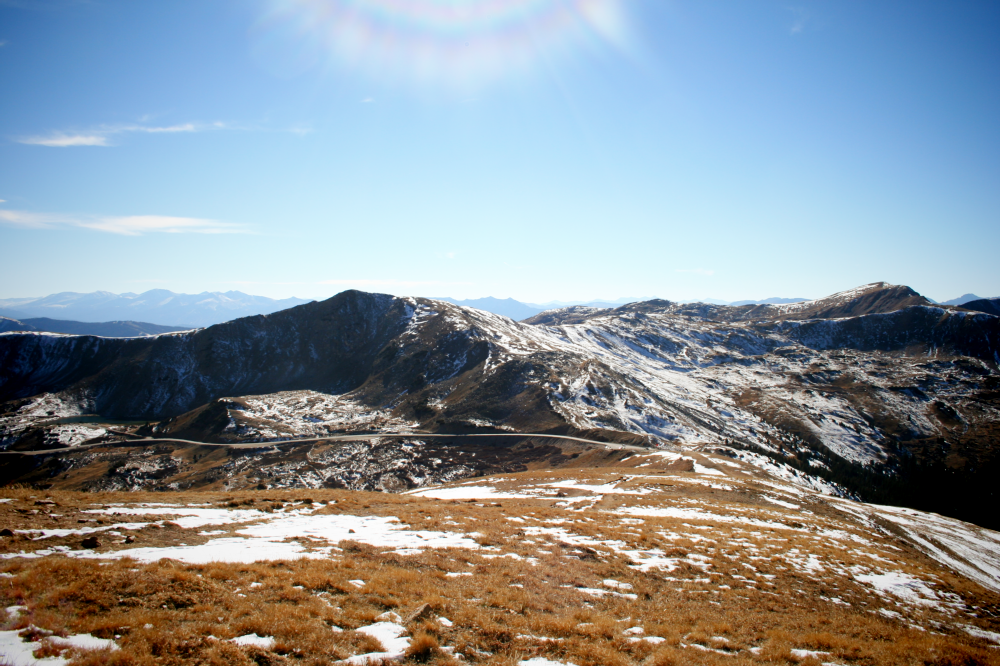
Vista desde el camino del monte Sniktau de las montañas Rocosas y el paso de Loveland

Desde la cumbre, los excursionistas ven el Paso Loveland debajo de ellos a 3.655 m, además de vistas de los cercanos Pico Grizzly, Pico Grays, Pico Torreys y la cordillera Gore. También son visibles las pistas de esquí de la adyacente área de esquí de Loveland, así como las de Arapahoe Basin, Keystone y Breckenridge al otro lado de la divisoria en el condado de Summit.

## Propuesta de sede olímpica
Cuando el Comité Olímpico Internacional concedió los Juegos Olímpicos de Invierno de 1976 a Denver en mayo de 1970, la propuesta de los organizadores locales incluía el desarrollo del Monte Sniktau como sede principal de las carreras de esquí alpino para el descenso y el eslalon gigante, con el eslalon en la zona de esquí de Loveland. A principios de 1972 se decidió trasladar las pruebas alpinas a Vail porque las propuestas no cumplían las normas olímpicas. En noviembre de 1972, los votantes de Colorado rechazaron la financiación pública de las Olimpiadas, y los Juegos se trasladaron a Innsbruck (Austria).

## Nombres históricos
- Big Professor
- Engelmann
- Engelmann Peak
- Mount Sniktau – 1926